# صحراء الدناكل

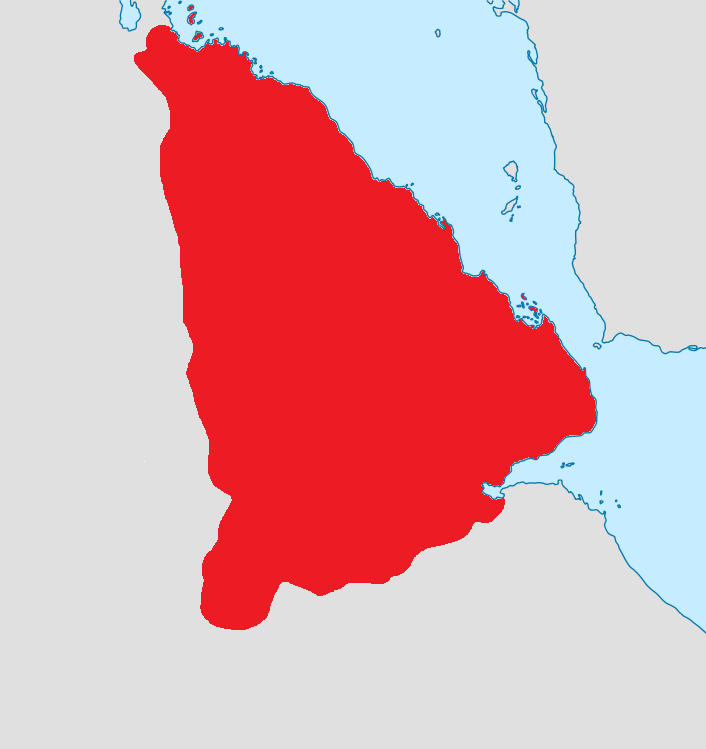
موقع صحراء الدناكل على الخارطة

صحراء الدناكل تقع شمال شرق إثيوبيا وجنوب إريتريا وهي أيضا تدخل ضمن نطاق محافظة جنوب البحر الأحمر تعتبر موطنا للعفر وتعرف بسخونتها وإنخافضها الشديد حيث تصل في بعض مناطقها إلى 160 متر تحت سطح البحر ويسمى هذا الجزء المنخفض من الصحراء بمنخفض العفر أو منخفض الدناكل وتوجد بها صناعات الملح وهي موطن للحمار البري الإفريقي